# N-141
La N-141 es una carretera nacional española que une las poblaciones de Bosost y Bagnères-de-Luchon por el Puerto del Portillón. La carretera tiene 8,5 km de longitud y comunica el Valle de Arán con la localidad francesa de Bagnères-de-Luchon.
- Datos: Q6036622